# Варош код Кораја - праисторијско насеље
Варош  код Кораја - праисторијско насеље археолошки је локалитет, који је под тим називом стављено на списак непокретних културних добара са националне листе споменика БиХ и добара која имају валоризациону основу у складу са Законом о културним добрима Републике Српске.
Ово праисторијско насеље настало је на источнобосанском простору који није изразито одвојен од суседних крајева. Његов јужни део (планинско подручје развођа Горње Дрине, Неретве и Босне, чини се као део херцеговачког рубног простора. Имајући ово у виду може се рећи да је читав овај простор је по свом природном положају везан за одговарајуће процесе на централно-балканском простору. Ово подручје током средњег неолита населили су носиоци старчевачке културе, а до краја неолита тај је простор припадао носиоцима винчанске културе, чија се насеља концентришу приближно на источну линију Оџак – Горажде.
Паралеле овог насеља могу се повући са насељима у Горњој Тузли, Доњој Тузли, Матићима, Грбачи, Лугу код Горажда, Доњој Махали, Доњим Клакаром и Бутмиром, али се једино на овом локалитету огледају чисти елементи балканско-анадолског комплекса. (Benac, 1961a: 39-72)

## Положај
Праисторијско насељ Варош код Кораја  у ужем смислу се налази  у општини Лопаре, Република Српска, БиХ, које је према попису становништва из 2013. године имало1.435 становника.
У ширем смислу налази се на граници Балканског полуострва, јужно од реке Саве на простору  која припада Републици Српској и Босни и Херцеговини. Под данашњим називом (Корај)  ово подручје лоцирано је у североисточној области Босне, на обронцима планине Мајевице који се спуштају у равницу,  на средокраћи између Тузле и Бијељине, Овим простором доминира Мајевица, 64 км дуг планински венац у североисточној Босни. Долине Гњице и Ковачице деле га на северозападни и југоисточни део; оба се пружају од северозапада према југоистоку, са највишим врхом Међедником (1843 м). Земљиште је састављено од меких стена и необично разуђено; многобројне узане ерозивне долинице, а међу њих сплет од танких коса; у долинама безброј речица, река, слабог водотока (које обично не пресушују), чине ово подручје зелено од култура, а нарочито од шумског лиснатог дрвећа (највише букве).

## Историја
Предуслови
На настанак и развој најстаријих култура на простору данашњег Кораја, утицала су  богати природни услови и геолошки састав земљишта, односно налазишта соли и слани извори са обе стране Мајевице.  На наслагама морског олигоцена и миоцена створена су плодна тла на којима изврсно успева воће, посебно шљива, али и јабука, трешња, вишња, крушка, кајсија, бресква (виноградарска или шевтелија), смоква жута и мрка, као и обиље дивљег, самониклог воћа: оскоруша, дрењак, мушмула.
Порекло назива Корај

Историјска истраживања на подручју Кораја воде у дубљу прошлост, па тако на сачуваним стећцима пронађеним у корајској околини има и један на којем је уклесано име Корај. На Агића гробљу нађен је надгробни споменик, стећак у облику стуба, секундарно употребљен као нишан са сачуваним првобитним натписом. Текст натписа у преводу овако гласи: 
„Овдје лежи Петко Рајковић на својој баштини Корају. Овај биљег постави оцу Рајко".
 Име насеља, предела, области преносило се наследно са колена на колено, а на једној територији су се више пута смењивале популације и језици, којима су се људи споразумиевали, а географско име, насеља или предела најчешће је остајало, у суштини. непромењено.
Прве насеобине
Ови простори су били похођени и настањивани различитим популационим групама и народима. Тешко се са сигурношћу може рећи који су од њих били први.

Познато је да су ови крајеви били насељавани у каменом добу или неолиту. Неолићани нису имали писмо да би нам оставили писани траг о себи, али су зато оставили доста материјалних трагова о свом живљењу на овом простору. 
Наиме, у источном крају Лука, долине која се пружа испод Кораја и коју пресијеца Бијела ријека, налази се праисторијски локалитет Варош. Терен овога локалитета је у облику издуженог, неправилно елипсастог, великог тела, који се према југу и истоку благо спушта и прелази у равницу, док је са северне стране прилично стрмо одсјечен и доста узвишен над околним тереном.
У почетку је основано само неколико насеља (Горња Тузла, Варош код Кораја), а тек касније долази до формирања читаве мреже насеља. (Benac, 1966b: 41) Долина реке Босне представљала је једну од главних босанских саобраћајница којим је крајем неолита дошло до инфилтрације разних нових група са севера. (Benac, 1966b: 42)
О становништву корајског простора тешко је говорити издвојено и без сагледавања ширих географских целина у које је Корај спадао или спада. Најстарији познати становници данашње Босне, а самим тиме и ових крајева, били су Илири, после њих ту су боравили Келти, Римљани, Готи, Авари, а од 6. до 8. века Словени; а треба такође споменути Хазаре, Мађаре, Османлије.
Етничке промене су обично вршене насилним путем, а услед ратова, исељавања и различитих честих пошасти, последњих векова, област је изгубила велики део свог старог становништва.
Запис са стећка говори да је у овим крајевима живела и властела (појам баштине је земљишни посед у категорији феудалне својине, који је првобитно био дариван од стране владара, а касније се наследно преносио), а поред натписа ту су и топоними: Црквиште, Мраморје, Станови и др
Праисторијско налазиште Варош код Кораја својом културном баштином неолитског доба допринело је стварању посебне културне групе у оквиру неолитских група, коју можемо издвојити и именовати као: групу средњег и млађег неолита североисточне Босне и Херцеговине, која је уско везана са познатим културама неолитског доба Старчевачке и Винчанске.
Поред неолићана, трагове прошлости на корајском простору оставили су Келти, Јаподи, Римљани, Авари, Хуни, Хазари, Мађари, Османлије... и, наравно, Словени.
Корај као средњовековна насеобина
Обронци Мајевице, који према северу прелазе у плодну посавску равницу, били су северна граница средњовековне босанске државе према Угарској, на којој су била подизана утврђења за одбрану. Једно од таквих утврђења, вероватно, било је и у корајском простору; писаних података о неком корајском граду (утврди, тврђави), немамо; материјални трагови су, такође, оскудни, мада извесне индиције постоје, и значајне су за решавање тајни корајске историје.
Према иисторијској карти средњовековне босанске државе, корајски простор је у 15. веку био жупа и налазио се у области Усора, а граничио се са:
- запада, жупом Ненавиште
- севера, реком Савом
- истока, подручјем данашње Семберије, и планином Мајевицом
- југа, жупом Соли

У поречју мањих Савиних притока: Тиње, Брке, Лукавца, Бијеле и Гњице на поачетку османске управе, простирале су се велика нахија Корај – ближе Сави, али и мање нахије Сребрник, Јасеница, Висори и Заврш – дубље у обронцима Мајевице. Старо, предосманско име жупе било Корај, с обзиром на то је османска нахија Корај обухватала више од половине горе описаног простора, а у тимарској организацији, која је дуго чувала стару територијаину поделу, управна јединица истог имена заузимала је још већи обим. „Жупа Корај је вероватно из 5. века јер се у турско време стално спомиње. Она је у турско доба имала под својом управом жупу Бијељину и даље земље према Сребрнику и Мачви.“
Настанак нахија на подручју којем гравитира Корај тешко је са тачношћу утврдити, јер је овај простор, односно велики део жупе Усора, којој је припадао, можда, и пре пада Босне  под османску власт.
Падом босанског краљевства, у његовом непосредном окружењу формирају се бановине, јајачка и сребрничка, и тек њиховим падом требало би очекивати настанак или, превођење средњовековних жупа у нахије и стварање нових. Ипак, према расположивим изворима, свакако пре 1519. године настале су нахије: Сапна, Заврш, Теочак, Смолућа, Јасеница, Сребрник, Сокол, Корај, Бијељина, Грачац, Висори и Гошћаница.
Нахија Корај, која се простирала западно од Бијељине (поречје Лукавца), којој је припадала и тврђава Брчко, обухватала је 1533. године 14 села и насељену мезру, и то: Коренита, Били поток, Брдњик (Брњик), Жировницу, Маочу, Штрепце, Скакаву, Пчелић (Челић), Рахић, Лабску или Дедеково, Брезик, Љутницу, Хргове, Хмељин Загон, те мезру Остројно — са укупно 264 куће.
Од 1533. године у нахији Корај настала су следећа нова насеља, и то села: Билајићи, Магнојевићи, Чадавица и Сухо Поље, насељене мезре Дедечај и Маточина Судања, као и насељени читлук кнеза Ђуре у селу Били Поток. Насеље Корај, по коме је названа нахија, односно знатно раније и средњовековна жупа, још се у османским изворима не спомиње. Судећи по фрањевачком самостану Санта Маријаа ин кампо који се налазио код села Билог Потока, произилазило би да се заправо некадашње насеље Били Поток налазило у подручју данашњег Кораја. Укупан број домаћинстава у насељима ове нахије износио је  634 куће (1548. године).

## Археолошка истраживања
Радови сондажног типа започети су 1956. године а настављени 1957. године и у преко 4 м дебелом културном слоју.  Откопана је површина од 65 m²  током које је утврђена стратиграфска слика насеља са пет културних и пет грађевинских фаза.  Најстарија грађевинска фаза паралелна је претежно Винчи В2 а најмлађа винчанско-плочничкој фази (Винчи Д).
Заједничке карактеристике градње на овом локалитету огледају се у солидној и дебелој подној конструкцији, док је зидна конструкција рађена од дрвета и лијепа. Трагови огњишта упућују углавном на отворена огњишта, а запажен је нови вид огњишта са укомпонованим „грејалицама“ за постављање посуда на ватру, а коришћене су и као огњиште.  Претпоставља се да је ово насеље са груписаним кућама уз њгове ивичне делове, док је остали простор остајао слободан.
Од керамичких артефаката на овом локалитету културни развој се прати од самог почетка и базира на црно и сиво полираној керамици, и чињеници да се не појављује стратум са сликаном керамиком.
Старије две фазе Вароши одликују коничне и биконичне зделе, вазе на нози (звоноликој и цилиндричној), амфоре и буте, као и керамика са црним мрљама што је једна од основних особина Вароши IV; од орнаментике коришћено је канелирање, а материјал у потпуности одговара материјалу винчанско-тордошке фазе, или делом фази А, а највише Винче B1.
Млађем периоду винчанско-тордошке фазе, или Винчи B2, одговара Варош III и III/II са облицима здела са цилиндричним вратом, и окргулим удубљењима укомпонованим на рамену посуде са канелираним орнаменатима.
Праисторијско налазиште Варош код Кораја својом културном баштином неолитског доба допринело је стварању посебне културне групе у оквиру неолитских група, коју можемо издвојити и именовати као: групу средњег и млађег неолита североисточне Босне и Херцеговине, која је уско везана са познатим културама неолитског доба Старчевачке и Винчанске.